# 1. FSV Mainz 05

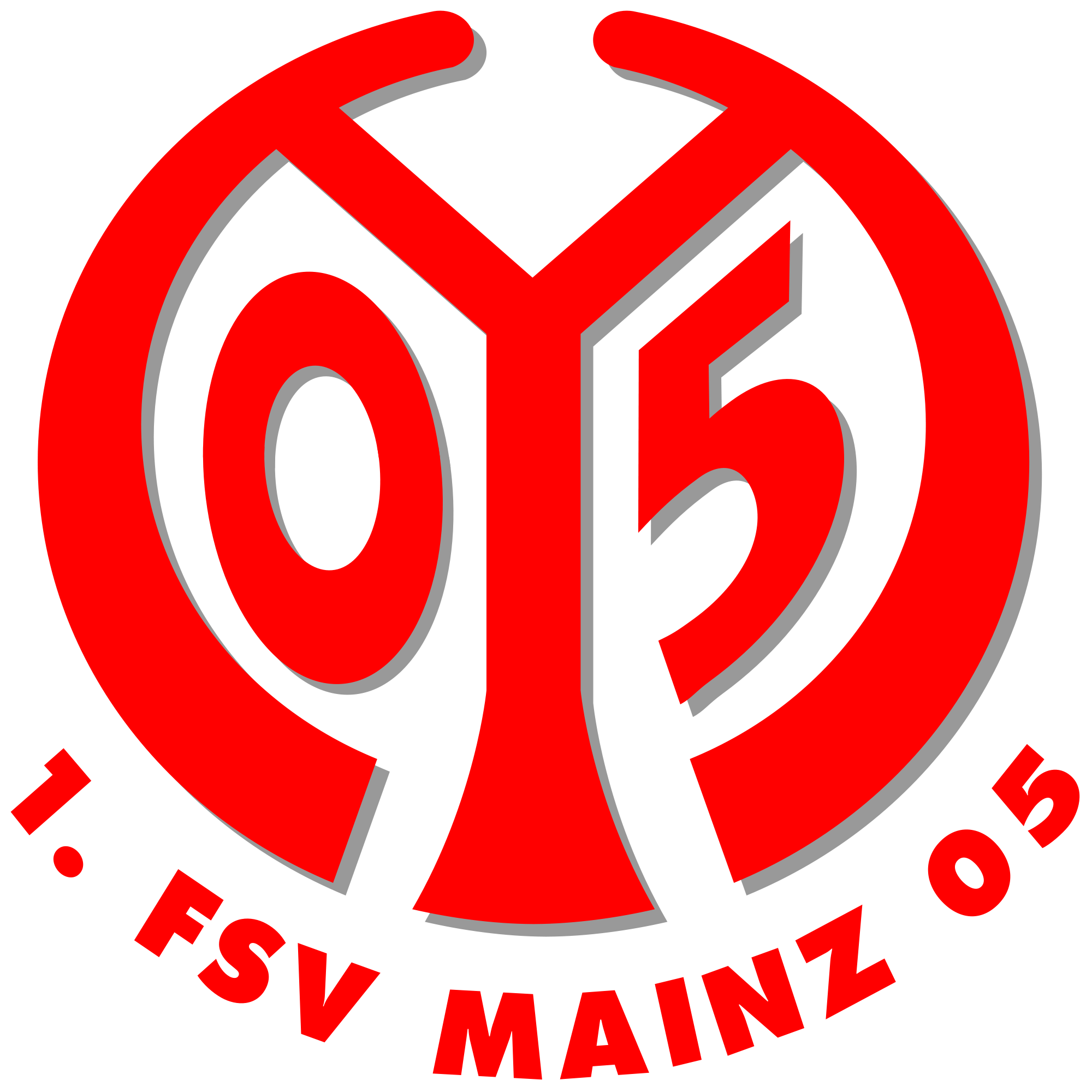
Logo vechi

1. Fußball- und Sportverein Mainz 05 e. V., de obicei scurtat la 1. FSV Mainz 05, Mainz 05 [ˌmaɪnts nʊlˈfʏnf] sau pur și simplu Mainz, este un club sportiv german, fondat în 1905 și cu sediul în Mainz, Renania-Palatinat, care evoluează în Bundesliga. 1. FSV Mainz 05 a jucat în Bundesliga, primul nivel al sistemului de liga germană de fotbal, timp de zece ani consecutivi, începând cu sezonul 2009-10. Principalii rivali ai clubului sunt Eintracht Frankfurt și 1. FC Kaiserslautern. Pe lângă divizia de fotbal, 1. FSV Mainz 05 au departamente de handbal și tenis de masă.

## Istoric
În 1903, în orașul Mainz a avut loc o primă încercare nereușită de a fonda o echipă de fotbal. Doi ani mai târziu obiectivul a fost atins odată cu înființarea 1. Mainzer Fussballclub Hassia 1905.
După câțiva ani de membru în Süddeutschen Fußballverband (Liga de fotbal din sudul Germaniei), clubul a fuzionat cu FC Hermannia 07 – fostul club de fotbal Mainzer TV 1817 – pentru a forma 1. Mainzer Fussballverein Hassia 05. Ulterior, în august 1912, a fost eliminat numele „Hassia”. O altă fuziune după Primul Război Mondial, în 1919, de data aceasta cu Sportverein 1908 Mainz, a dus la nașterea lui 1. Mainzer Fußball- und Sportverein 05.
Die Nullfünfer a format o echipă solidă, care a câștigat diverse competiții în perioada interbelică și a promovat în campionatul național în 1921. Odată cu reorganizarea fotbalului german dorit de al Treilea Reich în 1933 , clubul s-a trezit să joace într-una dintre cele șaisprezece noi divizii de top, Gauliga Südwest/Mainhessen. Echipa, totuși, a jucat un singur sezon, înainte de retrogradare și, de asemenea, a fost forțată să fuzioneze cu Reichsbahn SV Mainz în 1938; a jucat apoi sub numele Reichsbahn SV Mainz 05 până la sfârșitul celui de-al Doilea Război Mondial.
După război, echipa a revenit din nou pentru a juca într-o divizie de top, Oberliga Südwest. Aici a rămas fără a obține rezultate notabile până în 1963, anul înființării Bundesliga și a noii reorganizări a fotbalului național. Cu toate acestea, Mainz s-a trezit să joace într-una dintre diviziile secunde ale perioadei, Regionalliga Südwest; a câștigat acest campionat în 1973, dar a ratat promovarea în play-off. Divizia a doua a fost reformată în anul următor, iar Mainz a participat la prima ediție a Zweite Bundesliga, dar a fost retrogradată din cauza unor probleme financiare în anul următor.
Clubul a petrecut treisprezece ani în divizia a treia și, în cele din urmă, a revenit în rândurile profesioniste în 1990, după o scurtă apariție cu doi ani mai devreme. În trei ocazii, în 1997, 2002 și 2003, echipa a ratat de puțin promovarea în Bundesliga. Persistența a dat însă roade, iar în 2003-04 Mainz a câștigat accesul în Bundesliga pentru prima dată sub conducerea lui Jürgen Klopp, care era la cârma echipei de trei ani.
În sezonul de debut, clubul a terminat pe locul unsprezece, dar a obținut un loc în Cupa UEFA din poziția de câștigător al Fair Play Award. Aici, din cauza capacității limitate a Stadion am Bruchweg, echipa și-a jucat meciurile de acasă pe Commerzbank-Arena din Frankfurt.
În sezonul 2005-2006 Mainz s-a clasat din nou pe locul unsprezece; anul va fi amintit și pentru prestigioasa remiza de acasă (2-2) împotriva lui Bayern Munchen, viitoarea campioană a Germaniei. Autorul unui gol memorabil a fost egipteanul Mohamed Zidan, starul echipei, împrumutat de la Werder Bremen. În anul următor, însă, echipa lui Klopp a retrogradat în 2.Bundesliga din cauza scăderii formei în ultimele etape. După două sezoane, la sfârșitul sezonului 2008-2009 Mainz a revenit în Bundesliga, de data aceasta cu Jørn Andersen pe bancă.
Thomas Tuchel a fost chemat apoi să conducă echipa din Bundesliga, antrenor promovat din echipa de tineret. Mainz a început sezonul 2010-2011 cu șapte victorii consecutive, egalând astfel recordul deținut de Bayern Munchen și Kaiserslautern, iar la sfârșitul anului au terminat pe locul cinci. Echipa a participat astfel la Europa League, unde a fost eliminată în turul trei preliminar de echipa română Gaz Metan Mediaș la lovituri de departajare. În sezonul următor a început să joace pe noua Coface Arena, denumită din 2016 Opel Arena, iar din 2021 Mewa Arena. O nouă participare europeană are loc în Europa League în sezonul 2014-2015. În următorii ani ai Bundesliga, clubul a obținut clasări liniștite fără a repeta vreodată rezultatele notabile precedente.
În 2021-2022 a închait pe un excelent loc 8 (cea mai bună poziție din 2015-16).

## Lotul actual
La 31 iulie 2025.
| Nr. |                            | Poziție | Jucător                                       |
| --- | -------------------------- | ------- | --------------------------------------------- |
| 1   | Germania                   | P       | Lasse Rieß                                    |
| 2   | Austria                    | F       | Phillipp Mwene                                |
| 5   | Germania                   | F       | Maxim Leitsch                                 |
| 6   | Japonia                    | M       | Kaishū Sano                                   |
| 7   | Coreea de Sud              | M       | Lee Jae-sung                                  |
| 8   | Germania                   | M       | Paul Nebel                                    |
| 9   | Franța                     | A       | Arnaud Nordin                                 |
| 10  | Germania                   | M       | Nadiem Amiri                                  |
| 11  | Germania                   | A       | Armindo Sieb (împrumutat de la Bayern Munich) |
| 15  | Statele Unite ale Americii | M       | Lennard Maloney                               |
| 16  | Germania                   | F       | Stefan Bell                                   |
| 17  | Germania                   | A       | Benedict Hollerbach                           |
| 18  | Australia                  | F       | Kasey Bos                                     |
| 19  | Franța                     | F       | Anthony Caci                                  |

| Nr. |          | Poziție | Jucător                                      |
| --- | -------- | ------- | -------------------------------------------- |
| 20  | Germania | M       | Niklas Tauer                                 |
| 21  | Germania | F       | Danny da Costa                               |
| 22  | Austria  | F       | Nikolas Veratschnig                          |
| 23  | Austria  | F       | Konstantin Schopp                            |
| 24  | Japonia  | M       | Sōta Kawasaki (împrumutat de la Kyoto Sanga) |
| 25  | Norvegia | F       | Andreas Hanche-Olsen                         |
| 27  | Germania | P       | Robin Zentner                                |
| 30  | Elveția  | F       | Silvan Widmer (căpitan)                      |
| 31  | Germania | M       | Dominik Kohr                                 |
| 33  | Germania | P       | Daniel Batz                                  |
| 37  | Germania | A       | Ben Bobzien                                  |
| 44  | Germania | A       | Nelson Weiper                                |
| 47  | Germania | F       | Maxim Dal                                    |

## Jucători notabili
- Manuel Friedrich
- Jürgen Klopp
- Dimo Wache – honorary  team captain
- Mohamed Zidan
- Andriy Voronin
- Elkin Soto
- Abderrahim Ouakili
- Félix Borja
- Conor Casey
- Leon Andreasen
- Cha Du-Ri
- Marius Niculae